# Fort Lawn
Fort Lawn es un pueblo ubicado en el Condado de Chester, en el estado estadounidense de Carolina del Sur. La localidad en el año 2000 tiene una población de 864 habitantes en una superficie de 3.6 km², con una densidad poblacional de 241.7 personas por km². 

## Geografía
Fort Lawn se encuentra ubicado en las coordenadas 34°42′3″N 80°53′47″O / 34.70083, -80.89639. Según la Oficina del Censo, la localidad tiene un área total de 3,6 km² (1,4 mi²), de la cual 3,6 km² (1,4 mi²) es tierra y 0 km² (0 mi²) (0.0%) es agua.

### Localidades adyacentes
El siguiente diagrama muestra a las localidades en un radio de 12 kilómetros (7,5 mi) de Fort Lawn.

## Demografía
En el 2000 la renta per cápita promedia del hogar era de $35.694, y el ingreso promedio para una familia era de $36.042. El ingreso per cápita para la localidad era de $14.463. En 2000 los hombres tenían un ingreso per cápita de $30.882 contra $20.813 para las mujeres. Alrededor del 15.80% de la población estaba bajo el umbral de pobreza nacional. 